# Semestene
Semestene (sardisch: Sémestene) ist eine italienische Gemeinde (comune) mit 125 Einwohnern (Stand 31. Dezember 2023) in der Metropolitanstadt Sassari auf Sardinien. Die Gemeinde liegt im Norden der Insel etwa 39 Kilometer südsüdöstlich von Sassari und grenzt unmittelbar an die Provinz Nuoro.